# القراصنة (فلم 2014)
القراصنة هو فيلم كوري جنوبي من بطولة سون يي جن وكيم نام-جيل..تم عرض الفيلم في 6 أغسطس 2014 ووصلت إيرادات الفيلم إلى 64.41 مليون دولار.

## روابط خارجية
القراصنة على موقع IMDb (الإنجليزية)
- القراصنة على موقع روتن توميتوز (الإنجليزية)
- القراصنة على موقع نتفليكس (الإنجليزية)
- القراصنة على موقع أول موفي (الإنجليزية)
- القراصنة على موقع قاعدة بيانات الفيلم (الإنجليزية)
- القراصنة على موقع ليتربوكسد (الإنجليزية)
- القراصنة على موقع كينوبويسك (الروسية)